# Стевениелла
Стевениелла сатириовидная (лат. Steveniella satyrioides) — многолетнее травянистое растение монотипного рода Стевениелла (Steveniella) семейства Орхидные (Orchidaceae).

## Краткое описание
Травянистое многолетнее растение. Стебель 20 – 40 см высоты, с одним развитым ланцетной формы листом 6 – 14 см длины и двумя вышерасположенными вздутыми листовидными влагалищами. Поверхность листовой пластинки пёстрая от красно-бурых пятен. 
Цветки в густом колосовидном соцветии. Три наружных листочка околоцветника срослись в красно-зелёный шлем, боковые листочки внутреннего круга узколинейные, небольшие. Губа тёмно-бурой окраски, с раздвоенным шпорцем на конце. Прицветники маленькие, лиловатые.
Цветёт в апреле-мае. Плод коробочка. Плодоносит в мае-июне. Размножение семенное. Декоративное.

## Распространение
На южном берегу Крыма и на Кавказе, в Турции и Иране.
В светлых лесах, среди кустарников, преимущественно на известняковых почвах нижнего и среднего горных поясов.
Встречается единичными экземплярами. Численность резко сокращается.

## Лимитирующие факторы и меры охраны
Хозяйственная деятельность человека, сбор растений населением, нерегулируемое пастбищное использование лугов. Необходимо запретить сбор растений населением, организовать микрозаказники в лесничествах.